# 納維桑斯河
46°16′56″N 7°32′31″E / 46.28232°N 7.54181°E

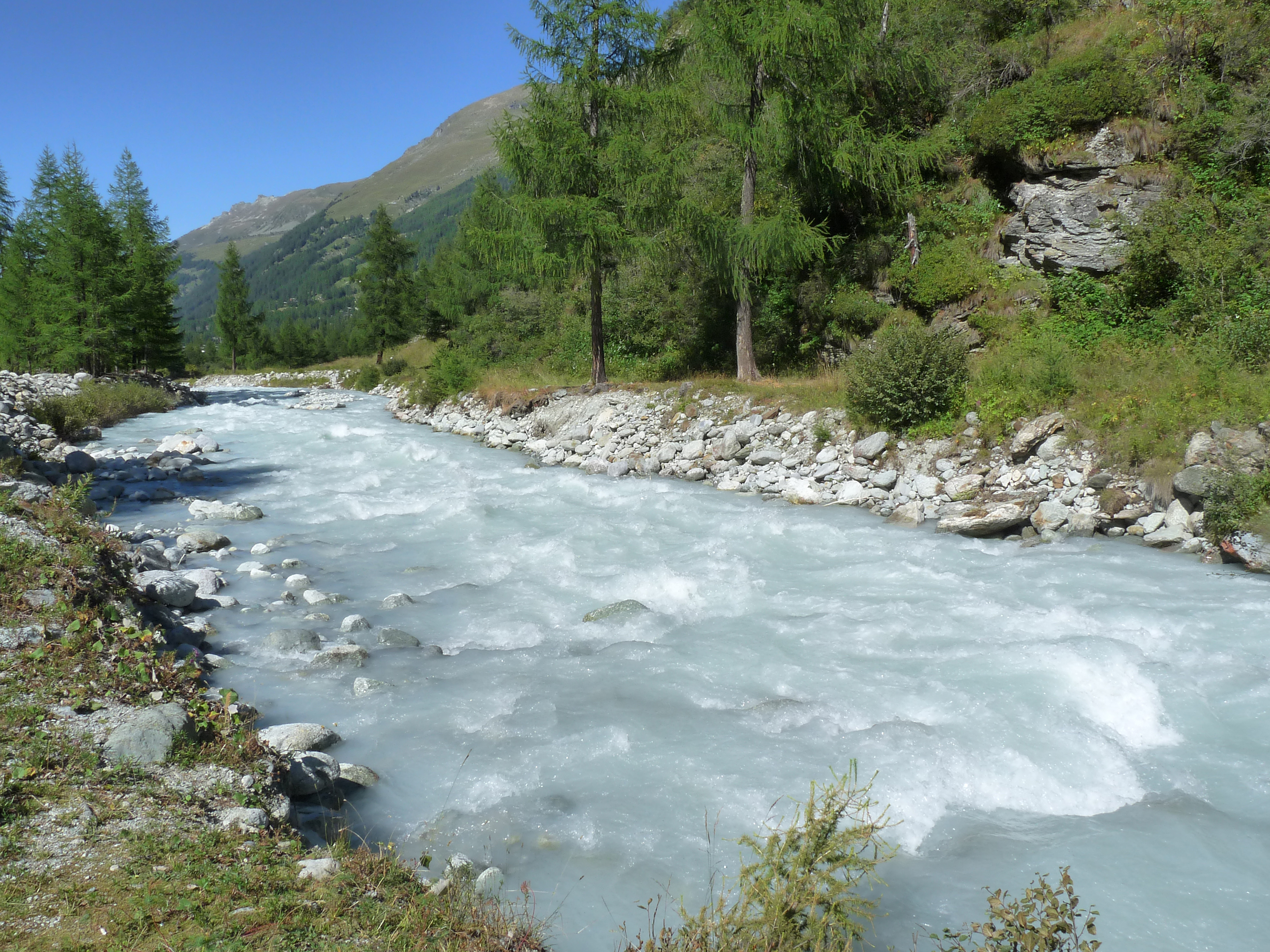

納維桑斯河是瑞士的河流，位於該國西南部，流經瓦萊州，屬於羅訥河的支流，河道全長27.9公里，流域面積255.5平方公里，發源自魏斯峰，河口處在希皮。